# Кудашев, Александр Анатольевич
Алекса́ндр Анато́льевич Куда́шев (род. 5 декабря 1995 года в Самаре) — российский пловец. Участник летних Олимпийских игр 2020 года. Чемпион летней Универсиады 2019 года. Многократный чемпион России. Мастер спорта России международного класса.

## Биография
Александр Кудашев родился 5 декабря 1995 года в Самаре.
В возрасте 5 лет попал в секцию плавания. После первого же занятия оказалось, что ему не нужно тратить время на «лягушатник» и он может сразу переводиться в учебный бассейн. Первым тренером Александра Кудашева стала Наталья Ермохина. В 8 лет он перешёл в бассейн СКА к Татьяне Климентовой и Ольге Ольховской.
Уже в 13 лет выполнил норматив КМС, а через два года стал мастером спорта.

### Карьера
В 2011 году Александр Кудашев показал первые серьёзные результаты на Европейском юношеском олимпийском фестивале в Трабзоне, Турция, завоевав 2 медали. В 2013 году стал серебряным призёром первенства Европы в Познани, Польша, а также завоевал бронзу на чемпионате мира в Дубае. Получил звание мастера спорта международного класса.
К началу 2020 года Александр Кудашев уже был пятикратным чемпионом России, двукратным победителем чемпионата Европы и двукратным призёром первенств мира, победителем и дважды призёром Всемирной универсиады.
14 июля 2021 года Международная федерация плавания отстранила Александра от участия в летних Олимпийских играх 2020 по подозрению в употреблении допинга. Всероссийская федерация плавания обжаловала это решение в спортивном арбитражном суде (CAS). В результате разбирательств, Александр Кудашев получил разрешение участвовать в Олимпийских играх. На играх в Токио спортсмен завершил соревнования на дистанции 200 метров баттерфляем на 12 месте.
Весной 2021 года, на чемпионате России по плаванию в Казани, Александр Кудашев занял первое место на 200-метровой дистанции баттерфляем.
В 2024 году на первом этапе Кубка России по плаванию, проходившем в Калининграде, Александр Кудашев выиграл серебряную медаль на дистанции 200 метров баттерфляем.
В апреле 2025 года на чемпионате России в Казани победил на дистанции 200 метров баттерфляем.

## Международные соревнования
| Год  | Событие          | Место проведения  | Результат | Дисциплина                          |
| ---- | ---------------- | ----------------- | --------- | ----------------------------------- |
| 2017 | Универсиада      | Тайбэй, Тайвань   | 2         | 4х100 метров (комплексное плавание) |
| 2017 | Универсиада      | Тайбэй, Тайвань   | 3         | 4х200 метров (баттерфляй)           |
| 2019 | Универсиада      | Неаполь, Италия   | 1         | 200 метров (баттерфляй)             |
| 2020 | Олимпийские игры | Токио, Япония     | 12-е      | 200 метров (баттерфляй)             |
| 2021 | Чемпионат Европы | Будапешт, Венгрия | 2         | 4х100 метров (баттерфляй)           |

## Личная жизнь
Низкая статистика умеющих плавать людей в Самаре и неведикое число мастеров плавания сподвигли в 2023 году Александра основать  собственную академию плавания, в академии обучают не только профессиональному спортивному плаванию, но и любительскому..
Александр Кудашев женат на пловчихе из своей спортивной группы, у них есть дочь.